# 5-Methoxy-1H-indol
5-Methoxy-1H-indol ist eine chemische Verbindung und ein Derivat des 1H-Indols.

## Darstellung
Eine Synthese ist ausgehend von para-Aminoanisol möglich. Dieses muss zunächst durch Diazotierung und Reduktion der Azoverbindung zum Hydrazin umgesetzt werden und dann mit Acetaldehyd im Sinne einer Fischer-Indol-Synthese reagieren.